# La hora de las sorpresas
La Hora de las Sorpresas es una película de Argentina en blanco y negro dirigida por Daniel Tinayre según el guion de Antonio Botta sobre el argumento de Harry Clark y Erwin S. Gelsey que se estrenó el 21 de octubre de 1941 y que tuvo como protagonistas a Pedro Quartucci, Rosita Moreno, Esteban Serrador y Marcos Caplán. En el filme actuaron Los Lecuona Cuban Boys y colaboró Enrique Cahen Salaberry en el encuadre.

## Sinopsis
Como consecuencia de una apuesta una joven adinerada se compromete a participar en una audición de radio muy popular.

## Reparto
- Pedro Quartucci ... Carlos del Monte
- Rosita Moreno ... Rita Montes / Angela Curapaligüe
- Esteban Serrador ... Eduardo Peña
- Marcos Caplán ... Pigmalión
- Héctor Calcaño ... Tomás Santomauro
- Héctor Méndez ... Felipe Rivas
- Lydia Lamaison ... Admiradora de Peña
- Juana Sujo ... Dolores
- Carlos Castro ... Presentador
- Consuelo Abad ... Ema
- Salvador Sinaí
- Liana Moabro ... Raquel (aviadora)

## Comentarios
Manrupe y Portela escribieron sobre el filme: "Cine y radio, con bastantes números musicales y cierto despliegue de un Tinayre primitivo" en tanto en la crónica de La Nación se leyó:

Una leve intriga conduce al espectador al ambiente si bien limitado de una estación radiofónica... Pasatiempo musical"